# تپه پیلوتپه سی
تپه پیلوتپه سی مربوط به دوره ساسانیان - دوران‌های تاریخی پس از اسلام است و در شهرستان هشترود، بخش مرکزی، روستای گول تپه واقع شده و این اثر در تاریخ ۱۱ مرداد ۱۳۸۴ با شمارهٔ ثبت ۱۲۶۳۰ به‌عنوان یکی از آثار ملی ایران به ثبت رسیده است.